# 2013 SY99
2013 SY99 (désignation temporaire Uo3L91) est un objet transneptunien de la ceinture de Kuiper.

## Description
Selon Michael E. Brown, ce objet pourrait constituer une preuve supplémentaire attestant de l'existence de la planète Neuf, car sa position est compatible avec les modèles de perturbations des objets de la ceinture de Kuiper (KBO) induits par cette planète hypothétique.
Le périhélie de cet objet est un des plus élevés parmi les transneptuniens connus.

## Comparaison d'orbites

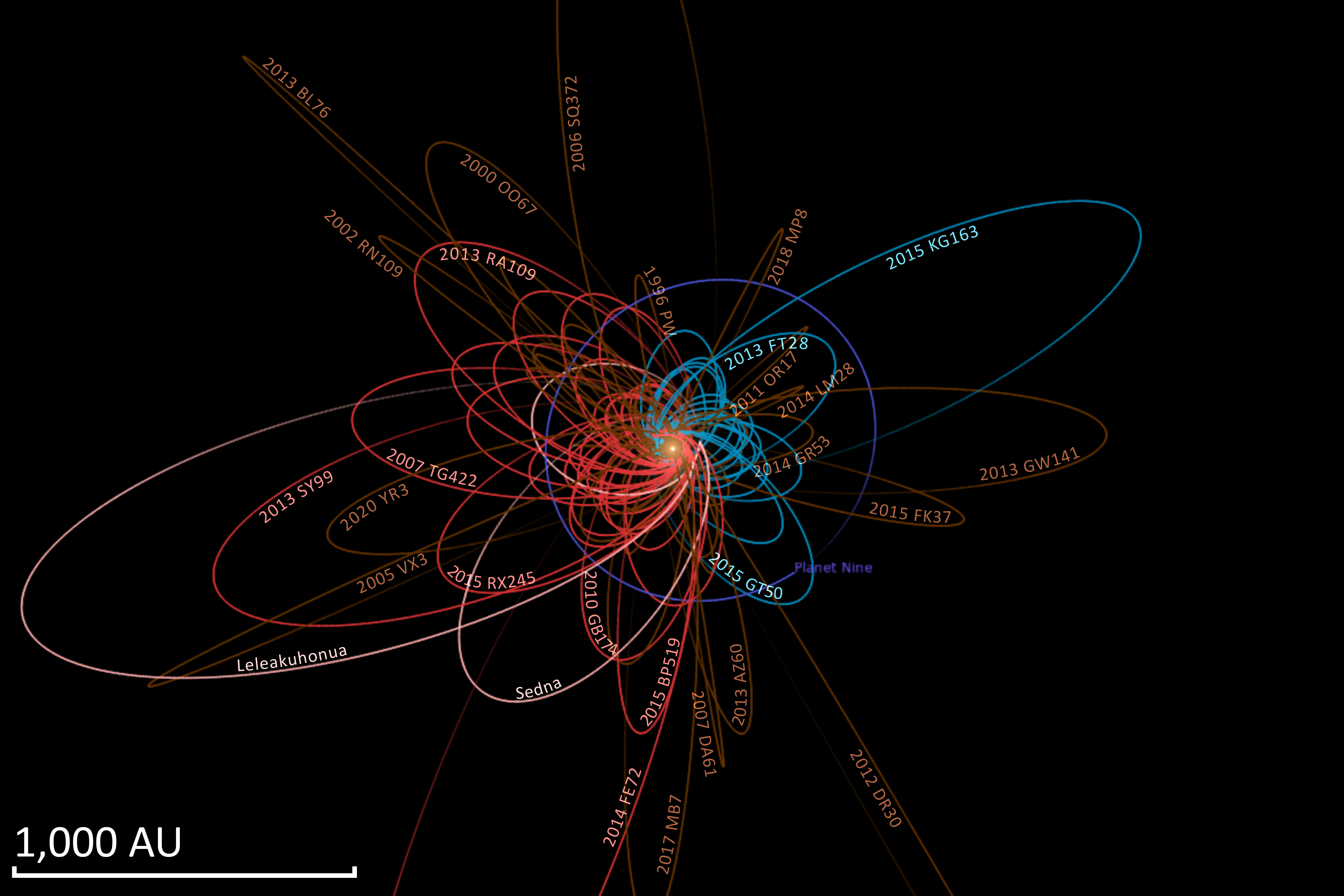
Orbite de comparée à celles d'autres objets très distants,
,
,
,
,
,
,
,,
,
,,
,
,,
,,,,,,
,,,
,,,,,,
,
,
,
(541132) Leleākūhonua
et l'hypothétique "planète neuf".

## Sources
- (en) Here's Yet More Evidence for the Ninth Planet Hypothesis, John Wenz, Popular Mechanics, 28 mars 2016.
- (en) Here's more evidence there's a hidden planet in our solar system, Farrha Khan, Techradar, fin mars 2016.